# Carlos, Duque de Berry
Carlos da França, Duque de Berry (em francês:  Charles de France, Duc de Berry; Versalhes, 31 de julho de 1686 — Versalhes, 5 de maio de 1714) foi duque de Berry desde o nascimento. Era o filho mais novo de Luís, Delfim da França, e de Maria Ana Vitória da Baviera, logo neto do rei Luís XIV de França, o "Rei Sol". Seus irmãos mais velhos eram Luís, Duque da Borgonha e Filipe, Duque de Anjou, depois rei Filipe V da Espanha.

## Biografia

### Primeiros anos

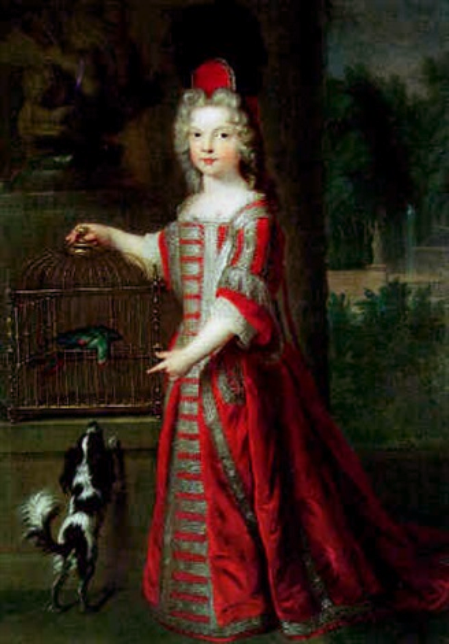
Carlos, Duque de Berry em traje de máscaras

Terceiro neto do rei Luís XIV da França, o príncipe Carlos é o filho mais novo de Luís, Delfim da França e de Maria Ana Vitória da Baviera.
Nascido em Versalhes no dia 31 de agosto de 1686, seu nascimento é assistido por toda a corte e pelo bispo de Cambout, Pedro de Coislin.
Seu avô dá-lhe o título de Duque de Berry.
Em 18 de Janeiro de 1687, no mesmo dia que os seus dois irmãos Luís e Filipe, Carlos é batizado por Pedro, bispo de Cambout na Capela Real de Versalhes, na presença de François Hébert, pároco de Nossa Senhora de Versalhes. Seu padrinho foi o duque Filipe II de Orleães, futuro regente do Reino da França, e sua madrinha foi a "Mademoiselle de Orleães", Francisca Maria de Bourbon.
Cadete de uma casa real, Carlos tem poucas hipóteses de herdar a coroa. Era conhecido pelo seu amor pela vida e sua afabilidade. Sua tia-avó, a duquesa de Orleâes, apelidava-o de "Berry bom coração". Se o seu irmão mais velho, o duque de Borgonha, irá tornar-se rei da França, o segundo, Filipe, duque de Anjou, é escolhido como sucessor pelo rei Carlos II da Espanha. Berry lamenta-se, brincando, que todos os seus professores irão ter com ele e "cair-lhe nas suas costas".
O rei transforma o início da viagem do duque de Anjou para a Espanha numa viagem de estudo que permite aos três irmãos descobrirem o reino. Mas a Guerra da Sucessão Espanhola acaba por eclodir logo em seguida.

### Casamento

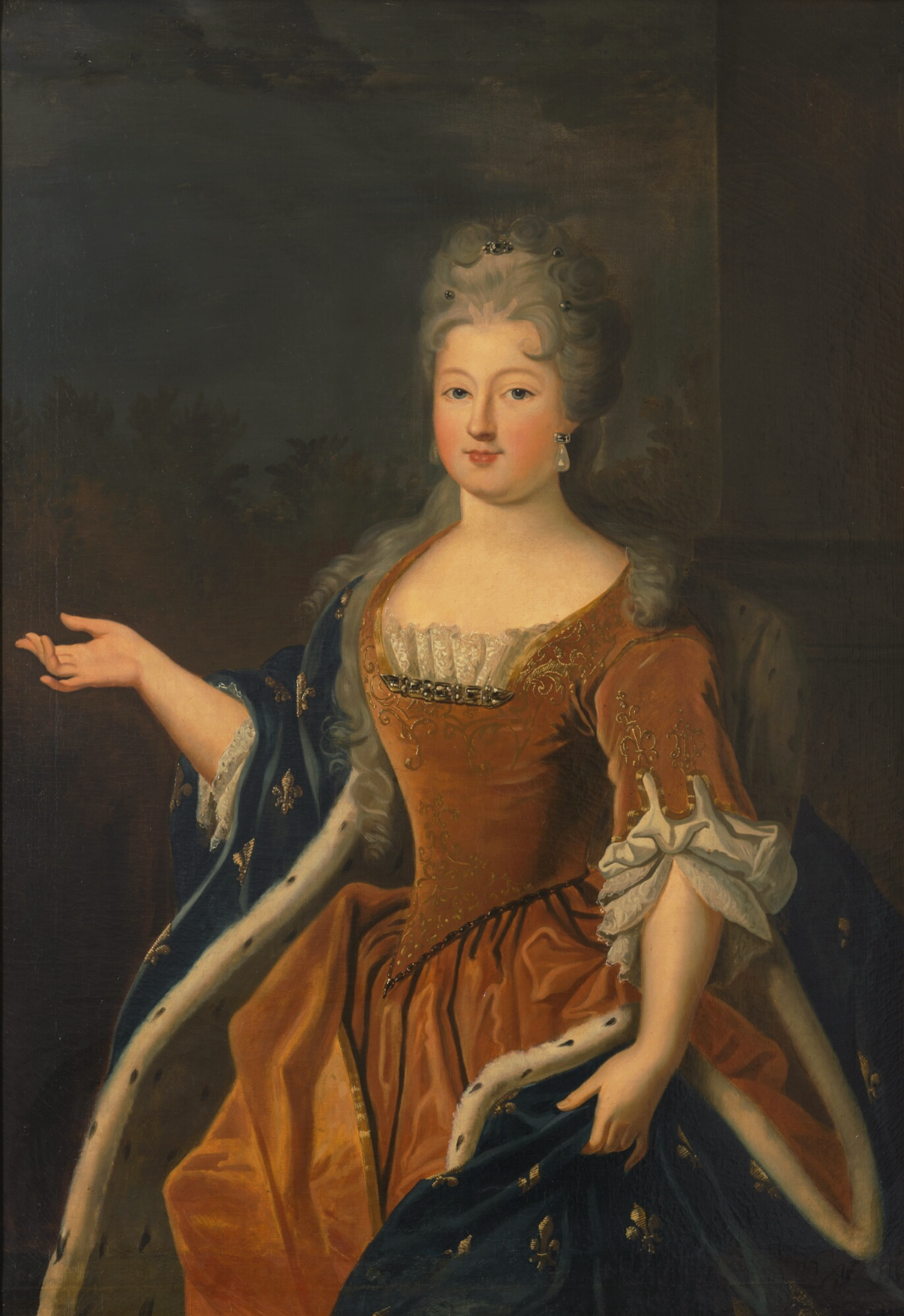
Maria Luísa de Orleães.

Quando O duque de Berry atingiu a idade de se casar, a Europa estava unida contra a França e a união com uma princesa estrangeira parecia impossível. Assim, é no seio da família que o rei encontra uma esposa para o seu neto mais novo. O duque de Berry, em 1710, casou com uma filha do Duque de Orleães, Maria Luísa de Orleães.
O casal teve três filhos, mas todos morreram prematuramente durante o parto ou logo após, incluindo uma filha póstuma.
Logo após o casamento, a Duquesa de Berry submete o marido aos seus caprichos e este, cansado, acaba por ter uma amante. Em retaliação, também a duquesa arranja um amante, o Sr. Hague, escudeiro de seu marido, com quem ela faz projectos sem sentido. 
"As cartas mais apaixonadas e mais loucas foram surpreendidas, e tal projeto passou a ser do conhecimento do rei, do seu pai, e do seu marido cheio de vida, podendo-se julgar que não paravam de pressionar a execução…".

## Últimos anos
Em 1711 o Delfim morreu vítima de uma epidemia de varíola. O duque de Borgonha, irmão mais velho do Duque de Berry torna-se herdeiro do trono, tornando-se o novo Delfim de França e a sua esposa, a petulante Maria Adelaide de Saboia, Delfina. O jovem casal tem dois filhos. No entanto a sucessão, enfraquecida com a morte do Delfim, está assegurada.
No ano seguinte, a Delfina sucumbe a uma epidemia de sarampo, provocando a morte de seu marido e filho mais velho. Só o seu filho mais novo, protegido por sua governanta, sobrevive. Morte tão perto do trono de três herdeiros. O tribunal na cidade fala-se de envenenamento e suspeita-se que o duque de Orleães, pai do duque de Berry. Mas o rei de envelhecimento quer evitar o escândalo e silenciou os rumores.
Em 1713, a Europa esgotada por 12 anos de negociações de paz abre guerra.

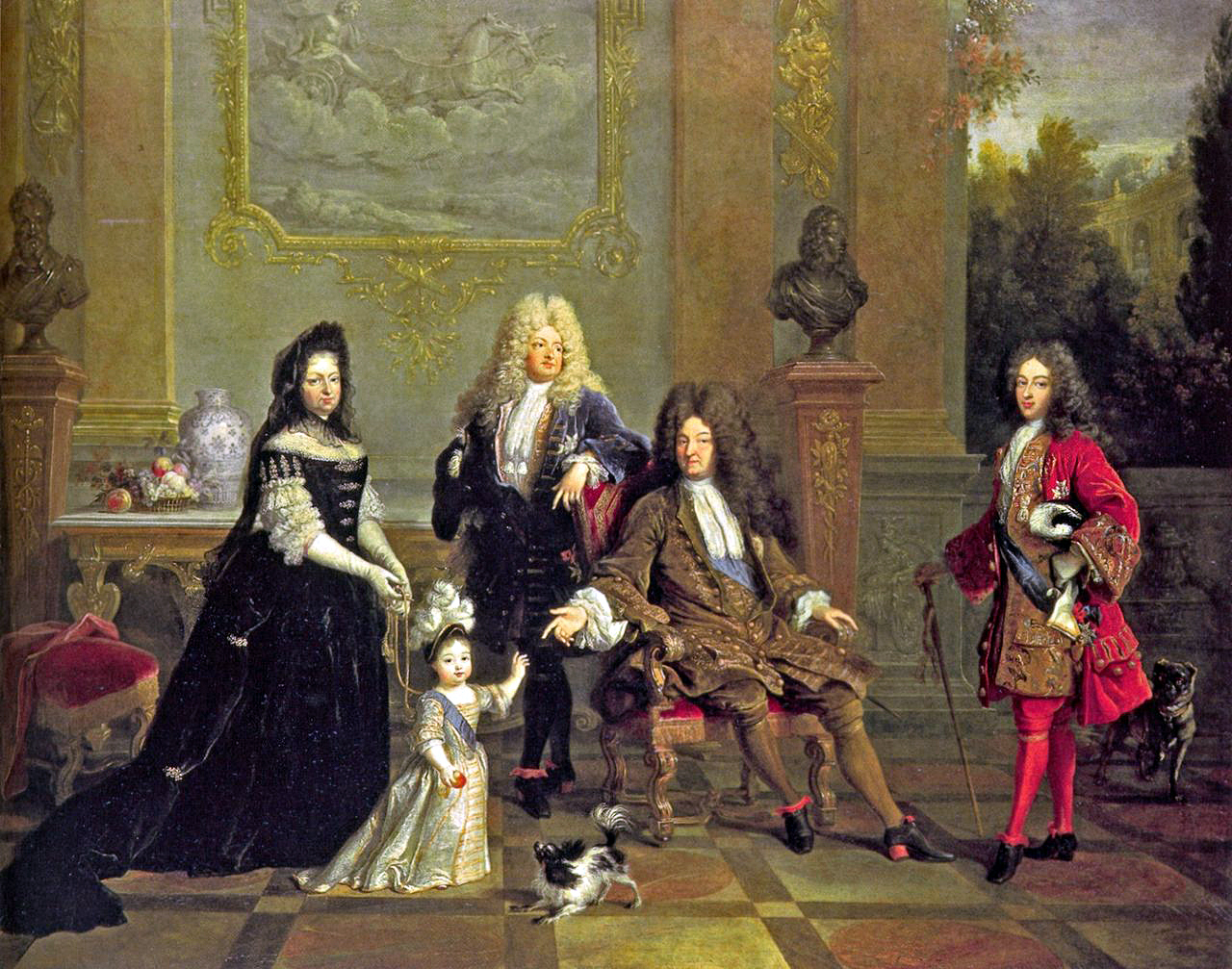
Luís XIV (sentado) com seu filho o Grande Delfim (à esquerda), seu neto Luís, Duque da Borgonha (à direita), seu bisneto Luís, Duque de Anjou, e Madame de Ventadour, Governanta dos Filhos de França, bustos de Henrique IV e Luís XIII de França ao fundo.

### Morte
Vítima de um acidente de caça da floresta em Marly-le-Roi, o duque de Berry morreu aos vinte e sete anos em 4 de Maio de 1714, não tendo desempenhado nenhum papel político de acordo com o seu lugar na linha de sucessão.
Seu corpo é levado no mesmo dia para o Palácio das Tulherias, em Paris, sendo sepultado a 16 de julho de 1714 na Basílica de Saint Denis. A duquesa de Berry, estava com uma gravidez avançada e com a morte de seu marido nasceu uma filha póstuma, nascida a 16 de junho, que morreu no dia seguinte.

## Epílogo
O rei morreu no ano seguinte, deixando o trono a seu bisneto, Luís XV da França, na altura com cinco anos. A regência foi confiada ao Duque de Orleães, pai da duquesa de Berry. Seus inimigos afirmam que pai e filha, acostumados á devassidão, tinham uma relação incestuosa e atribuem ao regente a paternidade de gravidezes escondidas pela duquesa, após a morte de seu marido. O fato é que uma vez que o período de luto era longo, a duquesa de Berry abandona a vida publica entregando-se a uma vida de prazeres licenciosos. Instalada no Palácio de Luxemburgo, onde ela leva uma vida lasciva sem obstáculo à sua voracidade sexual. No final de janeiro de 1716 oficialmente acamada por causa de um "frio", a jovem viúva dá à luz uma filha. Em 1717, passou a primavera e o verão no castelo de La Muette para dar à luz uma segunda criança ilegítima. Sua saúde é arruinada pela devassidão e gravidezes clandestinas. A "Fecunda Berry" (alcunha em poemas satíricos) morreu em 21 de julho de 1719, cerca de 3 meses depois dela quase ter morrido ao dar à luz uma nova menina bastarda. A autópsia revelou que a fecunda duquesa já tinha um novo feto concebido no mês seguinte ao seu parto.

## Personalidade
Dada a sua personalidade alegre e generosa, ele foi apelidado de "Berry de Bom Coração" pela Duquesa de Orleães, Isabel Carlota do Palatinado, sua tia avó e avó de sua esposa. Carlos tem uma verdadeira afeição por dois irmãos mais velhos e manifesta abertamente que ele não ambicionava as suas brilhantes carreiras, quer do mais velho, herdeiro do trono da França, quer do segundo que, ao completar 17 anos, herda o trono espanhol.
Em 1710, seu avô, Luís XIV, entrega entre outros, o Condado de Ponthieu para compor seus títulos nobiliárquicos.

## Descendência
- Filha natimorta (21 de julho de 1711)
- Carlos de Bourbon, duque de Alençon (26 de março de 1713 — 16 de abril de 1713), morreu de convulsões com três semanas de idade;
- Maria Luísa Isabel (16 de junho de 1714 - 17 de junho de 1714), filha póstuma; morreu um dia após seu nascimento.